# Gnathostenetroides pugio
Gnathostenetroides pugio is een pissebed uit de familie Gnathostenetroidae. De wetenschappelijke naam van de soort is voor het eerst geldig gepubliceerd in 1985 door Hooker.